# Braunrückenkanker

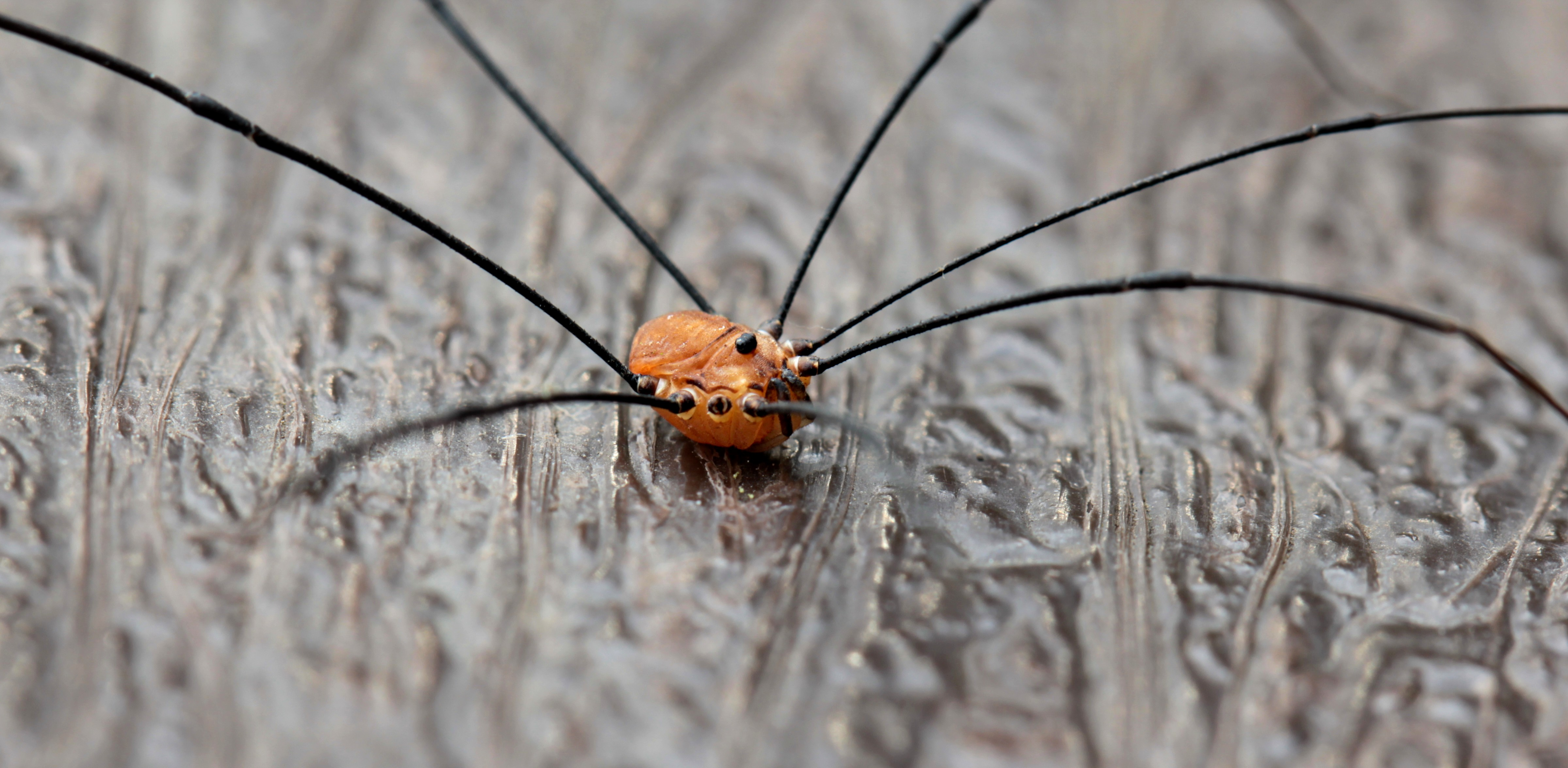
Ein männliches Exemplar

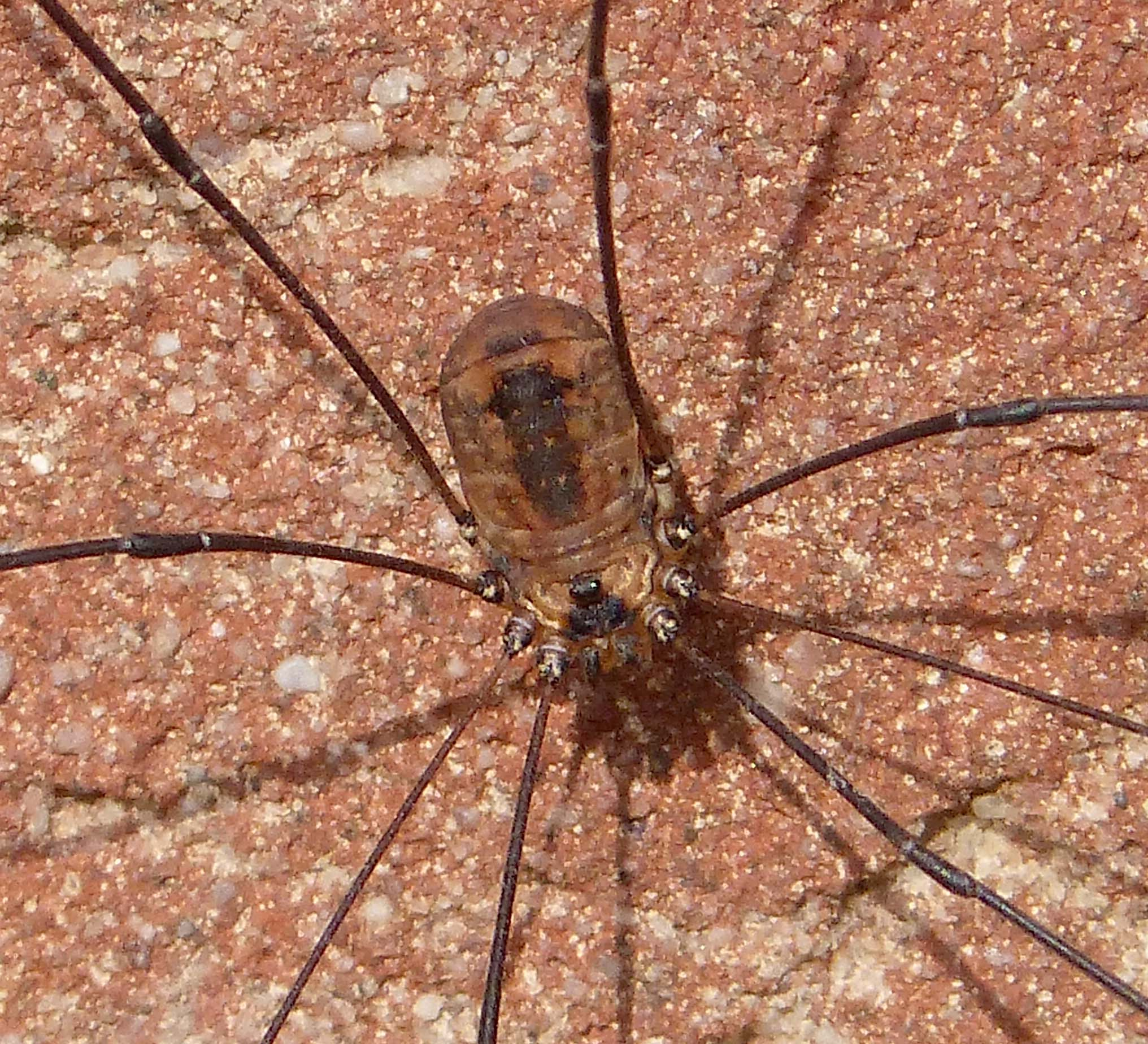
Bei diesem Weibchen ist die Sattelzeichnung gut erkennbar

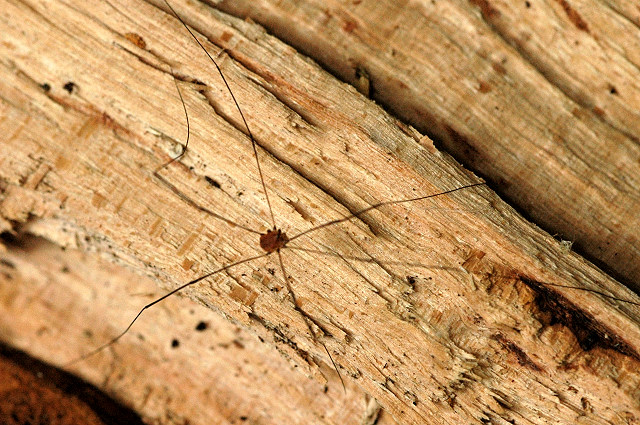
Bei dem Foto dieses Männchens sind die langen Beine gut erkennbar

Der Braunrückenkanker (Leiobunum rotundum) ist eine Art der Weberknechte und weit in Europa verbreitet.

## Merkmale
Die Körperlänge der Männchen beträgt 3,1–3,6 mm, die der Weibchen 5,2–5,9 mm. Die Männchen sind ziegelrot bis ziegelgelb und ohne Zeichnung. Die Weibchen sind gelblich-rot oder bräunlich gefärbt und weisen auf der Oberseite des Opisthosomas eine dunkle, trapezförmige Sattelzeichnung auf, die an den Seiten spitz zulaufen kann. Eine ähnliche Zeichnung findet sich noch einmal vor den Augen, kann bei Jungtieren aber auch fehlen. Der Augenhügel ist dunkel und mit einem hellen Mittelband versehen, kann zuweilen aber auch ganz schwarz sein. Die sehr langen Beine sind schwarz gefärbt. Vor allem das zweite Beinpaar ist sehr lang und wird bei den Männchen 60 mm lang und bei den Weibchen 55 mm. Die Glieder sind rund und unbewehrt, lediglich das Femur ist leicht mit sehr kleinen Dornen besetzt. Bei Gefahr können die Beine abgeworfen werden (Autotomie). Diese wachsen jedoch nicht nach. Außerdem kann ein stinkendes Wehrsekret zur Abwehr gegen Feinde eingesetzt werden.

### Ähnliche Arten
Eine ähnliche Art stellt der Tannenbaumrückenkanker (Leiobunum blackwalli) dar. Bei dieser Art sind die Ringe um die Augen jedoch hell und nicht schwarz, der Mittelstreifen dagegen dunkel gefärbt, während er bei Leiobunum rotundum hell gefärbt ist. Weitere heimische Arten der Gattung sind der Ziegelrückenkanker (Leiobunum limbatum) und der Schwarzrückenkanker (Leiobunum rupestre).

## Verbreitung und Lebensraum
Die Art ist weit verbreitet in Europa. Das Verbreitungsgebiet reicht vom Norden Portugals und Spaniens über die Pyrenäen und Frankreich bis über die Alpen im Süden. Hier ist die Art neben den Alpen selbst bis nach Kroatien und Ungarn verbreitet. In Italien werden nur die Alpenregionen bevölkert. Nördlich davon lebt die Art in Großbritannien und Irland im Nordwesten, in Belgien, Luxemburg, den Niederlanden, Deutschland, Polen und Tschechien in Mitteleuropa und nördlich davon in Dänemark sowie dem südlichen Schweden und Norwegen. Ganz im Osten ist die Art aus Estland, Lettland und Litauen bekannt. Eventuell kommt die Art auch in der Slowakei und in Rumänien vor.
Die weit verbreitete und oftmals häufige Art besiedelt eine große Vielzahl verschiedener Lebensräume. Dazu gehören Parks, Gärten, Gehölze, Gebüsche, Waldlichtungen, lichte Waldränder, Wiesen, Weiden, Felder und Moore. Die Art fehlt jedoch an trockenen und an lichtarmen Standorten, wie Sanddünen oder schattigen Wäldern. Im Gebirge ist die Art bis in 1100 m Höhe zu finden. Adulte Tiere finden sich hauptsächlich an Baumstämmen, Hauswänden und ähnlichen Habitaten, die jungen Tiere leben dagegen zunächst in der Bodenschicht und später in der Krautschicht, wo sie auch zusammen mit adulten Tieren vorkommen können.

## Lebensweise
Tagsüber ruhen die Tiere und finden sich dabei auch gelegentlich in Aggregationen von mehreren Hundert Tieren zusammen, wobei sie über ihre Beine Kontakt halten. Nachts sind sie aktiv. Der Braunrückenkanker überwintert im Ei, bei günstigen klimatischen Bedingungen auch als Jungtiere, die bereits im Herbst geschlüpft sind. Adulte Tiere finden sich von Juni bis November, die Jungtiere von April bis August. Als Nahrung dienen kleine Wirbellose, die sowohl lebendig als auch als Aas verzehrt werden. Dazu gehören unter anderem kleine Raupen, Milben, Landasseln und Nacktschnecken. Eine Versorgung mit Flüssigkeit findet über die Aufnahme von Tau statt, es konnte jedoch auch schon beobachtet werden, dass die Tiere Saft an Fallobst saugen.

## Taxonomie
Die Art wurde 1798 von Pierre André Latreille unter dem Namen Phalangium rotundum erstbeschrieben. Ein weiteres Synonym der Art lautet Liobunum rotundum (Latreille, 1798).